# Књижевна награда „Београдски победник”
Књижевна награда „Београдски победник” установљена је 2021. године. Додељује се почетком године за најбољи роман написан и објављен на српском језику у претходној години.
Награду додељује Библиотека града Београда, а оснивач и покровитељ награде је Град Београд. Жири ради у саставу: др Предраг Петровић, др Слађана Илић, др Наташа Анђелковић, др Петар Пијановић и др Весна Тријић. Награда се састоји од статуете „Београдски победник” (рад вајара Зорана Кузмановића), дипломе и новчаног износа од 10.000 евра у динарској противвредности. Свечаност уручења награде приређује се у Старом двору.

## Добитници
- за 2021 — Драго Кекановић, за роман Приврженост.[3]
- за 2022 — Горан Петровић,  Папир са воденим знаком.[4]
- за 2023 — Владан Матијевић, за роман Пакрац.[5][6]
- за 2024 — Сања Савић Милосављевић, за роман Мартин удио[7]